# Leptocereus prostratus
Leptocereus prostratus ist eine Pflanzenart in der Gattung Leptocereus aus der Familie der Kakteengewächse (Cactaceae). Das Artepitheton prostratus stammt aus dem Lateinischen, bedeutet ‚hingestreckt‘ und verweist auf Wuchsform der Art.

## Beschreibung
Leptocereus prostratus wächst strauchig mit mehreren niederliegenden bis kriechenden Zweigen und erreicht Wuchshöhen von weniger als 1 Meter. Die obersten Triebsegmente erreichen Durchmesser von 1 bis 2 Zentimeter. Es sind sieben kaum eingekerbte Rippen vorhanden, deren Areolen auffällig erhaben sind. Die 15 bis 20 ausdauernden, nadeligen, gelben Dornen vergrauen im Alter. Sie sind 1 bis 2 Zentimeter lang.
Die leuchtend gelben Blüten sind weniger als 2 Zentimeter lang. Ihr Perikarpell und die Blütenröhre sind dicht mit gelben Dornen besetzt. Die dicht gelb bedornten Früchte weisen Durchmesser von bis zu 1,5 Zentimeter auf.

## Verbreitung und Systematik
Leptocereus prostratus ist im Westen Kubas verbreitet. 
Die Erstbeschreibung erfolgte 1920 durch Nathaniel Lord Britton und Joseph Nelson Rose. Ein nomenklatorisches Synonym ist Cereus prostratus (Britton & Rose) Werderm. (1931).

## Nachweise